# Umberto Brunelleschi

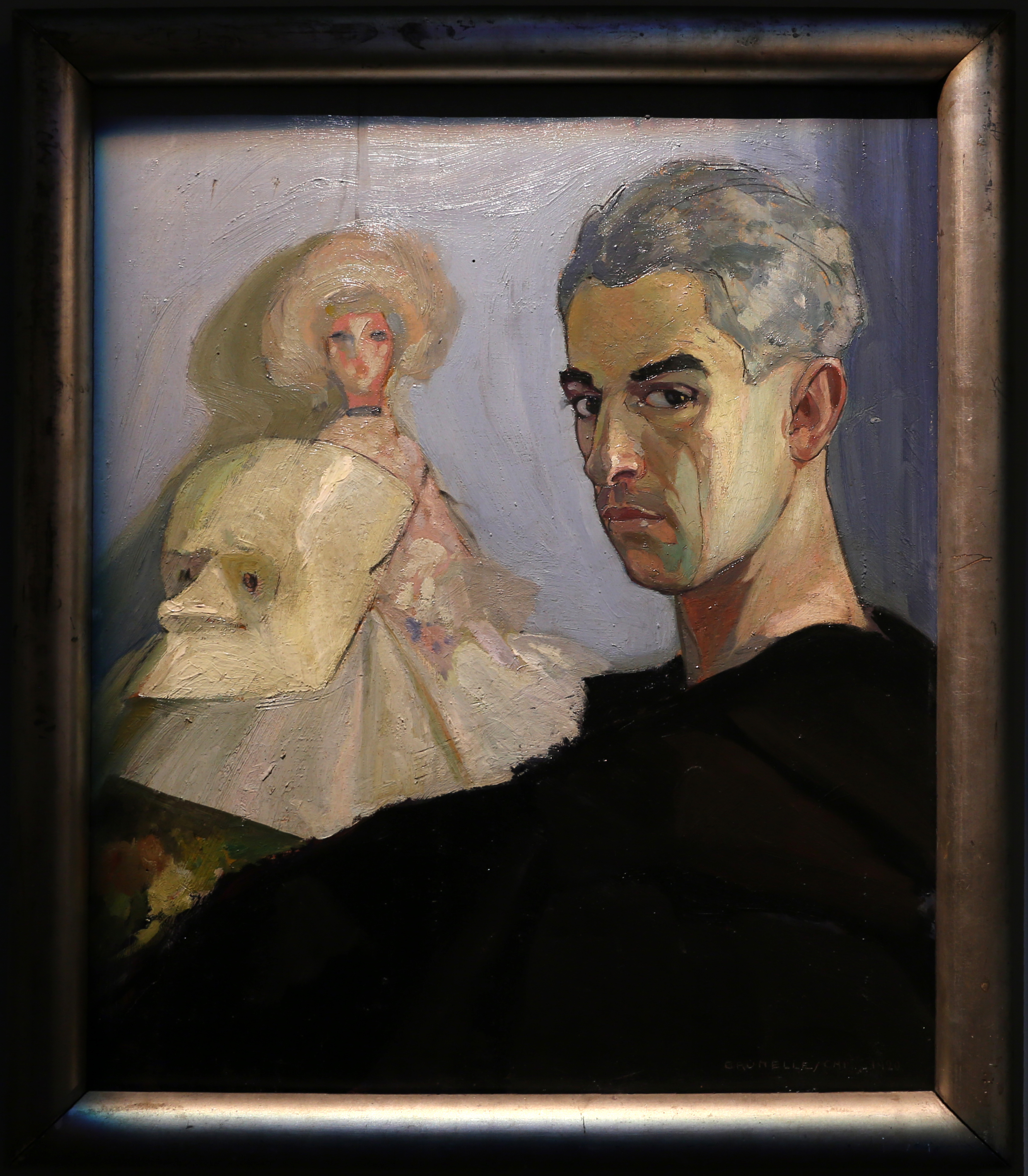
Autoritratto

Umberto Brunelleschi (Montemurlo, 21 giugno 1879 – Parigi, 16 febbraio 1949) è stato uno scenografo e pittore italiano.

## Biografia
Dopo aver iniziato il proprio percorso di studi presso l'Accademia delle Belle Arti di Firenze, si iscrisse successivamente all'Accademia Libera del Nudo. Nel 1900 si trasferì a Parigi dove riuscì, a partire dal 1902, a esporre le proprie opere presso il Salon des Indépendants.
Nel 1909, illustrò il libro di Antonio Beltramelli L'albero delle fiabe.
Nel 1912 curò, sotto la direzione di Madame Rasimi, la scenografia di Légende du Pierre de lune al Théâtre des Bouffes-Parisiens.
Dopo aver partecipato alla prima guerra mondiale nelle file del Regio Esercito, tornò in Francia continuando a curare la scenografia di spettacoli al Folies Bergère, al Théâtre Mogador, al Théâtre du Châtelet e in altri teatri e locali di Parigi.
A Parigi collabora ai settimanali umoristici Le Rire, L'Assiette au beurre (dal 1902, con lo pseudonimo di Aroun-al Rascid), alle riviste satiriche Fantasio, Le Scurire, Le Frou-Frou.
In Italia partecipa a diverse edizioni della Biennale di Venezia ed è tra i primi a collaborare con Il Giornalino della Domenica e con Il Corriere dei Piccoli.
Realizza i figurini e le scenografie per Il Carillon Magico di Riccardo Pick-Mangiagalli, andato in scena nel 1918 al Teatro alla Scala.
Nel 1920 riutilizza gli stessi soggetti de Il Carillon Magico per illustrare il libro Batocchio e Cavicchio di Giuseppe Adami.
Negli 1920 si diversificava nel set e nei disegni in costume per il Folies Bergère, il Casino de Paris, il Théâtre du Châtelet e i teatri di New York, Germania e in Italia.
Giacomo Puccini, dopo aver visito i suoi disegni per lo spettacolo Au pays du Lotus d'Or, gli commissiona i figurini per Turandot ma non arrivano in tempo per la prima rappresentazione al Teatro alla Scala per cui verranno utilizzati quelli di Caramba. Casa Ricordi li utilizzerà comunque come guida iconografica allo spettacolo, facendoli pubblicare su giornali e riviste e successivamente saranno usati per la messa in scena all'Opera di Roma il 26 aprile 1926.
Gli è stata dedicata una scuola di secondo grado presso la città natale: Liceo Artistico "Umberto Brunelleschi". 

## Attività artistica
- 1915 Le falene: sogno di un Pierrot di Vincenzo Sorelli, scene e costumi per il Teatro La Pergola di Firenze
- 1923 Sumitra, musica di Riccardo Pick-Mangiagalli e libretto di Carlo Clausetti, bozzetti e figurini per l'Opera di Francoforte sul Meno
- 1926 Turandot, musica di Giacomo Puccini, libretto di Giuseppe Adami, costumi utilizzati per il Teatro dell'Opera di Roma
- 1938 I pescatori di perle, musica di Georges Bizet, scene e costumi per il Teatro alla Scala
- 1938 Balalaïka, musica di Bernard Grün, Georges Gosford, con arie di Robert Stolz, costumi per il Théâtre Mogador di Parigi
- 1940 Turandot, musica di Giacomo Puccini, scene per il VI Maggio Musicale Fiorentino